# Зверевка
Зверевка (укр. Звірівка) — село в Новоукраинской городской общине Новоукраинского района Кировоградской области Украины.
Население по переписи 2001 года составляло 602 человека. Почтовый индекс — 27109. Телефонный код — 5251.